# Live in London (album, Leonard Cohen)
Live in London je koncertní album kanadského hudebníka Leonarda Cohena, vydané v březnu roku 2009 hudebním vydavatelstvím Columbia Records. Obsahuje záznam z koncertu v londýnské O2 Areně 17. července 2008 v rámci jeho světového turné. Album vyšlo také na DVD (jde o jeho vůbec první oficiální DVD) a rovněž jde o jeho první koncertní album, které obsahuje záznamy písní nahraných pouze při jediném koncertě. V americkém hitparádovém žebříčku Billboard 200 se album umístilo na 76. příčce.

## Seznam skladeb
Všechny skladby napsal(i) Leonard Cohen, pokud není uvedeno jinak. 
| Disk 1 | Disk 1                            | Disk 1                 | Disk 1                               | Disk 1 |
| Pořadí | Název                             | Autor                  | Původní album                        | Délka  |
| ------ | --------------------------------- | ---------------------- | ------------------------------------ | ------ |
| 1.     | Dance Me to the End of Love       |                        | Various Positions (1984)             | 6:20   |
| 2.     | The Future                        |                        | The Future (1992)                    | 7:20   |
| 3.     | Ain't No Cure for Love            |                        | I'm Your Man (1988)                  | 6:16   |
| 4.     | Bird on the Wire                  |                        | Songs from a Room (1969)             | 6:14   |
| 5.     | Everybody Knows                   | Cohen, Sharon Robinson | I'm Your Man (1988)                  | 5:52   |
| 6.     | In My Secret Life                 | Cohen, Robinson        | Ten New Songs (2001)                 | 5:02   |
| 7.     | Who by Fire                       |                        | New Skin for the Old Ceremony (1974) | 6:35   |
| 8.     | Hey, That's No Way to Say Goodbye |                        | Songs of Leonard Cohen (1967)        | 3:47   |
| 9.     | Anthem                            |                        | The Future (1992)                    | 7:20   |
| 10.    | Introduction                      |                        |                                      | 1:29   |
| 11.    | Tower of Song                     |                        | I'm Your Man (1988)                  | 7:07   |
| 12.    | Suzanne                           |                        | Songs of Leonard Cohen (1967)        | 3:46   |
| 13.    | The Gypsy's Wife                  |                        | Recent Songs (1979)                  |        |

| Disk 2 | Disk 2                  | Disk 2                       | Disk 2                               | Disk 2 |
| Pořadí | Název                   | Autor                        | Původní album                        | Délka  |
| ------ | ----------------------- | ---------------------------- | ------------------------------------ | ------ |
| 1.     | Boogie Street           | Cohen, Robinson              | Ten New Songs (2001)                 | 6:57   |
| 2.     | Hallelujah              |                              | Various Positions (1984)             | 7:20   |
| 3.     | Democracy               |                              | The Future (1992)                    | 7:08   |
| 4.     | I'm Your Man            |                              | I'm Your Man (1988)                  | 5:41   |
| 5.     | Recitation              | Cohen, N. Larsen             |                                      | 3:53   |
| 6.     | Take This Waltz         | Cohen, Federico García Lorca | I'm Your Man (1988)                  | 8:37   |
| 7.     | So Long, Marianne       |                              | Songs of Leonard Cohen (1967)        | 5:24   |
| 8.     | First We Take Manhattan |                              | I'm Your Man (1988)                  | 6:15   |
| 9.     | Sisters of Mercy        |                              | Songs of Leonard Cohen (1967)        | 4:56   |
| 10.    | If It Be Your Will      |                              | Various Positions (1984)             | 5:22   |
| 11.    | Closing Time            |                              | The Future (1992)                    | 6:15   |
| 12.    | I Tried to Leave You    |                              | New Skin for the Old Ceremony (1974) | 8:33   |
| 13.    | Whither Thou Goest      | Guy Singer                   |                                      | 1:27   |

## Obsazení
- Leonard Cohen – zpěv, kytara, klávesy
- Bob Metzger – kytara
- Javier Mas – bandurria, archilaud, dvanáctistrunná kytara
- Roscoe Beck – baskytara, kontrabas, doprovodné vokály
- Rafael Bernardo Gayol – bicí, perkuse
- Dino Soldo – klávesy, harmonika, doprovodné vokály
- Neil Larsen – klávesy
- Sharon Robinson – doprovodné vokály
- Charley Webb – kytara, doprovodné vokály
- Hattie Webb – harfa, doprovodné vokály